# Estadio Alfredo Terrera
Das Estadio Alfredo Terrera (deutsch Alfredo-Terrera-Stadion) ist ein Fußballstadion in der argentinischen Stadt Santiago del Estero. Es wurde 1946 fertiggestellt und fasst heute insgesamt 20.000 Zuschauer.
Der Fußballverein Club Atlético Central Córdoba trägt hier seine Heimspiele aus.